# Port lotniczy Göteborg-Landvetter
Port lotniczy Göteborg-Landvetter (IATA: GOT, ICAO: ESGG) – międzynarodowy port lotniczy położony 25 km na wschód od centrum Göteborga. Z 5,2 mln obsłużonych pasażerów w 2014 jest drugim co do wielkości portem lotniczym w Szwecji po Sztokholm-Arlanda. Jest obsługiwany przez Swedavia, krajowe przedsiębiorstwo obsługujące lotniska. Od zamknięcia Lotniska Göteborg-City jest to jedyny port lotniczy obsługujący miasto.
Lotnisko nosi nazwę miasta Landvetter, które znajduje się w gminie Härryda. Położony jest 20 km na południowy wschód od Göteborga i 40 km na zachód od Borås.

## Historia
Lotnisko zostało otwarte w 1977 roku. Usług pasażerskie, z poprzedniego lotniska Torslanda, na północ od Göteborga, zostały przeniesione do Landvetter w roku 1977. W roku 2001, niektóre linie budżetowe zaczęły wykorzystywać dawną bazę wojskową w Säve, która został przemianowana na Port lotniczy Göteborg-City. Lotnisko te zostało zamknięte w zimie 2014-2015 z powodu dużych kosztów niezbędnej przebudowy, co oznacza wzrost ruchu na Landvetter o prawie miliona pasażerów rocznie.
Istnieją plany budowy skrótu na kolei Göteborg-Borås z tunelem i stacją kolejową pod lotniskiem. Rozpoczęcie budowy planowane jest na 2020 i ukończenie prac na 2023.

## Terminale
Lotnisko Landvetter ma tradycyjnie dwa terminale: krajowy i międzynarodowy, jednak obecnie wszystkie odprawy odbywają się w terminalu międzynarodowym, ponieważ wszystkie bagaże muszą przejść kontrolę bezpieczeństwa. Również wszystkie dostawy bagaży od 2014 wykonywane są w terminalu międzynarodowym. strefa transferowa, która posiada kilka sklepów, kawiarni i restauracji, jest dostępne dla wszystkich pasażerów od tego roku. W rzeczywistości istnieje więc tylko jeden terminal, mimo iż są osobne wejścia do strefy transferowej dla odlotów krajowych i międzynarodowych.
Istnieje osiem rekawów, w bramkach 12-17, 19 i 20. Istnieją również bramki znajdujące się w strefie operacyjnej autobusów, zwane bramkami 10-11, 18A-18G i 21A-21D. Tradycyjnie bramki 10-15 były przeznaczone wyłącznie do lotów krajowych, ale obecnie wykorzystywane są do lotów międzynarodowych w razie potrzeby. Istnieje strefa dla pasażerów poza strefy Schengen ze ścisłą kontrolą paszportową. Bramki 20 i 21A-21D należą do tego obszaru. Bramka 19 może obsługiwać zarówno strefę Schengen, jak i loty poza tę strefę. Terminal towarowy wykorzystuje bramki o numerach poniżej 10.

## Kierunki lotów i linie lotnicze

### Pasażerskie
| Linia lotnicza                | Kierunek |
| ----------------------------- | --- |
| Aegean Airlines               | Sezonowo: 1. Kalamata |
| Air France                    | 1. Paryż-Charles de Gaulle |
| Air Serbia                    | Sezonowo: 1. Belgrad |
| Air Baltic                    | 1. Ryga |
| Austrian Airlines             | Sezonowo: 1. Wiedeń |
| Braathens Regional Airlines   | 1. Sztokholm-Bromma Sezonowo: 1. Lyon 2. Skellefteå 3. Visby Sezonowe czartery: 1. Karpatos 2. Preweza |
| British Airways               | 1. Londyn-Heathrow |
| Brussels Airlines             | 1. Bruksela |
| Eurowings                     | 1. Berlin 2. Düsseldorf Sezonowo: 1. Hamburg |
| Finnair                       | 1. Helsinki |
| KLM                           | 1. Amsterdam |
| LOT                           | 1. Warszawa-Chopin |
| Lufthansa                     | 1. Frankfurt 2. Monachium |
| Norwegian Air Shuttle         | 1. Alicante 2. Malaga Sezonowo: 1. Barcelona 2. Dubrownik 3. Gran Canaria 4. Hurghada (od 31 października 2024) 5. Londyn-Gatwick 6. Marrakesz (od 2 listopada 2024) 7. Nicea 8. Palma de Mallorca 9. / Prisztina 10. Teneryfa-Południe (od 27 października 2024) |
| PLAY                          | Sezonowo: 1. Reykjavík-Keflavík |
| Ryanair                       | 1. Alicante 2. Banja Luka 3. Mediolan-Bergamo 4. Mediolan-Malpensa (od 1 lipca 2025) 5. Bruksela-Charleroi 6. Dublin 7. Dubrownik (od 1 lipca 2025) 8. Edynburg 9. Gdańsk 10. Kraków 11. Londyn-Stansted 12. Malaga 13. Manchester 14. Pula (od 4 lipca 2025) 15. Ryga 16. Rzym-Fiumicino 17. Sarajewo 18. Sztokholm-Arlanda 19. Saloniki 20. Zagrzeb Sezonowo: 1. Budapeszt 2. Cagliari 3. Kowno 4. Palma de Mallorca 5. Piza 6. Praga 7. Wiedeń 8. Zadar |
| Scandinavian Airlines System  | 1. Kopenhaga 2. Luleå 3. Malaga 4. Sztokholm-Arlanda Sezonowo: 1. Alicante 2. Ateny 3. Faro 4. Gran Canaria 5. Nicea 6. Palma de Mallorca 7. Split 8. Teneryfa-Południe Sezonowe czartery: 1. Chania 2. Fuerteventura 3. Heraklion 4. Hurghada 5. Janina 6. Kos 7. Larnaka 8. Preweza 9. Rodos 10. Samos 11. Santorini 12. Skiathos 13. Zakintos |
| SkyAlps                       | Sezonowo: 1. Bolzano (od 18 stycznia 2025) |
| Sunclass Airlines             | Czartery: 1. Gran Canaria Sezonowe czartery: 1. Antalya 2. Chania 3. Heraklion 4. Larnaka 5. Palma de Mallorca 6. Rodos 7. Sal 8. Teneryfa-Południe |
| Swiss International Air Lines | 1. Zurych Sezonowo: 1. Genewa |
| Transavia.com                 | Sezonowo: 1. Bastia |
| TUI Airways                   | Sezonowe czartery: 1. Phuket |
| TUI fly Nordic                | Czartery: 1. Gran Canaria Sezonowe czartery: 1. Boa Vista 2. Burgas 3. Chania 4. Hurghada 5. Kos 6. Lanzarote 7. Larnaka 8. Palma de Mallorca 9. Rodos 10. Sal 11. Samos 12. Split 13. Teneryfa-Południe |
| Turkish Airlines              | 1. Stambuł |
| Vueling Airlines              | 1. Barcelona |
| Widerøe                       | 1. Bergen Sezonowo: 1. Oslo-Gardermoen |
| Wizz Air                      | 1. Belgrad 2. Gdańsk 3. Rzym-Fiumicino 4. Skopje 5. Warszawa-Chopin |

### Cargo
| Linia lotnicza | Kierunek                                        |
| -------------- | ----------------------------------------------- |
| Amapola Flyg   | 1. Sztokholm-Arlanda 2. Jönköping 3. Sundsvall  |
| DHL Aviation   | 1. Kopenhaga 2. Lipsk/Halle                     |
| TNT Airways    | 1. Oslo-Gardermoen 2. Liège 3. Turku 4. Tallinn |

## Statystyki

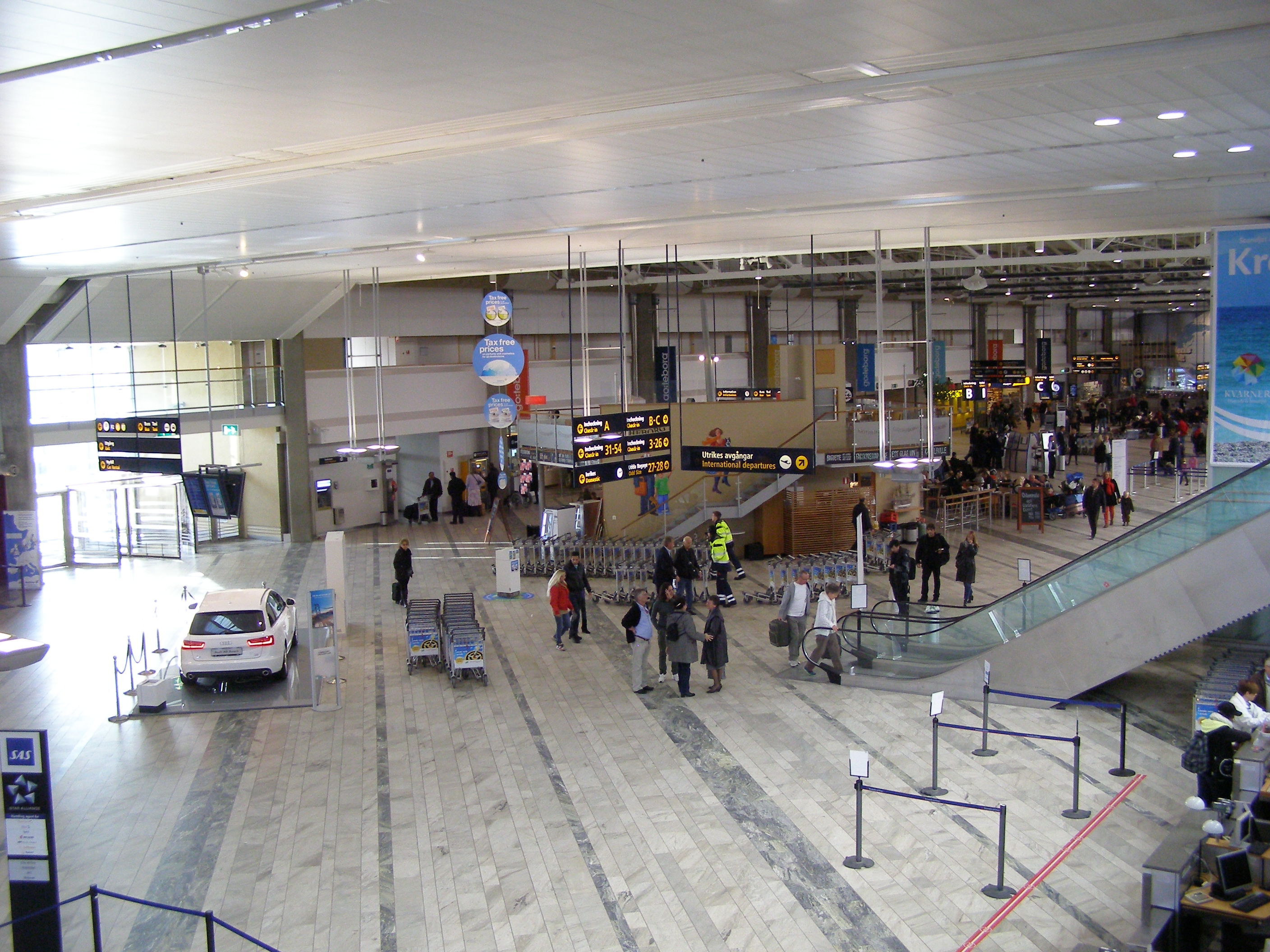
Część strefy check-in

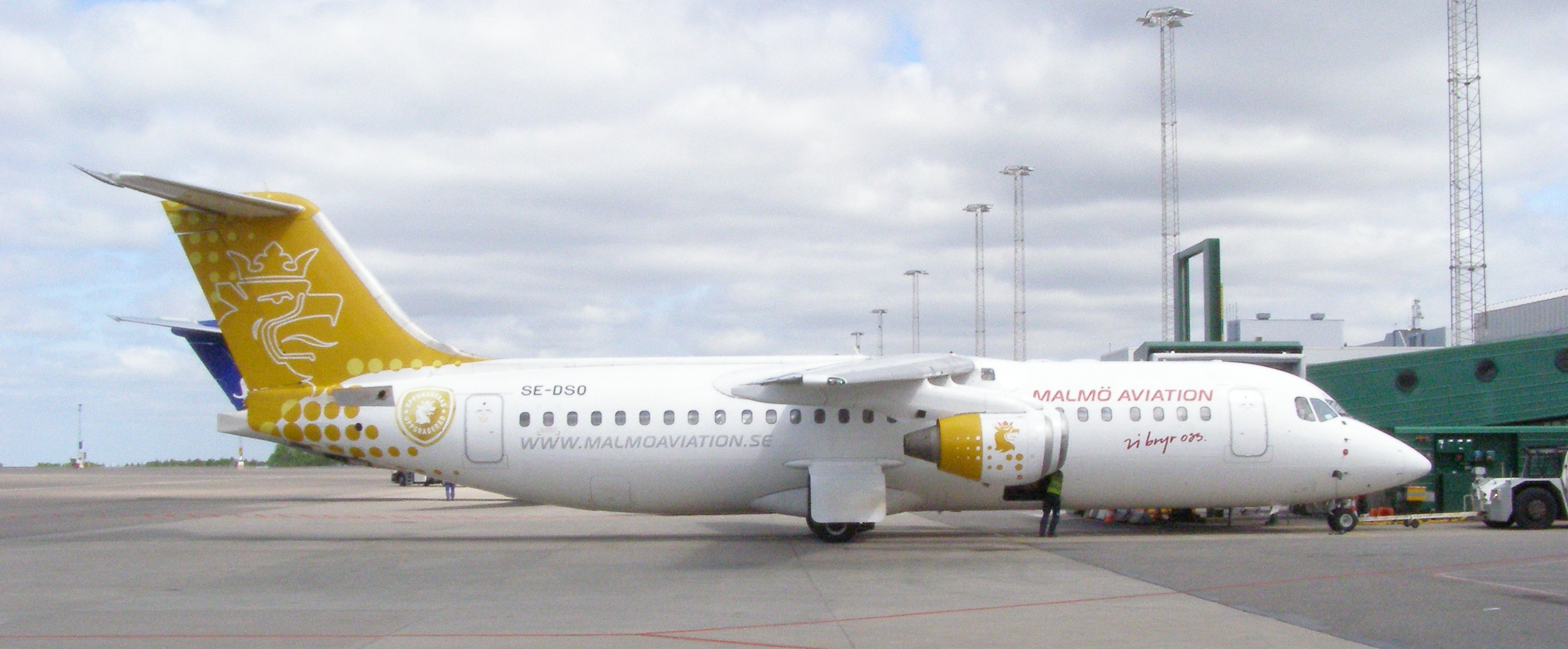
Malmö Aviation

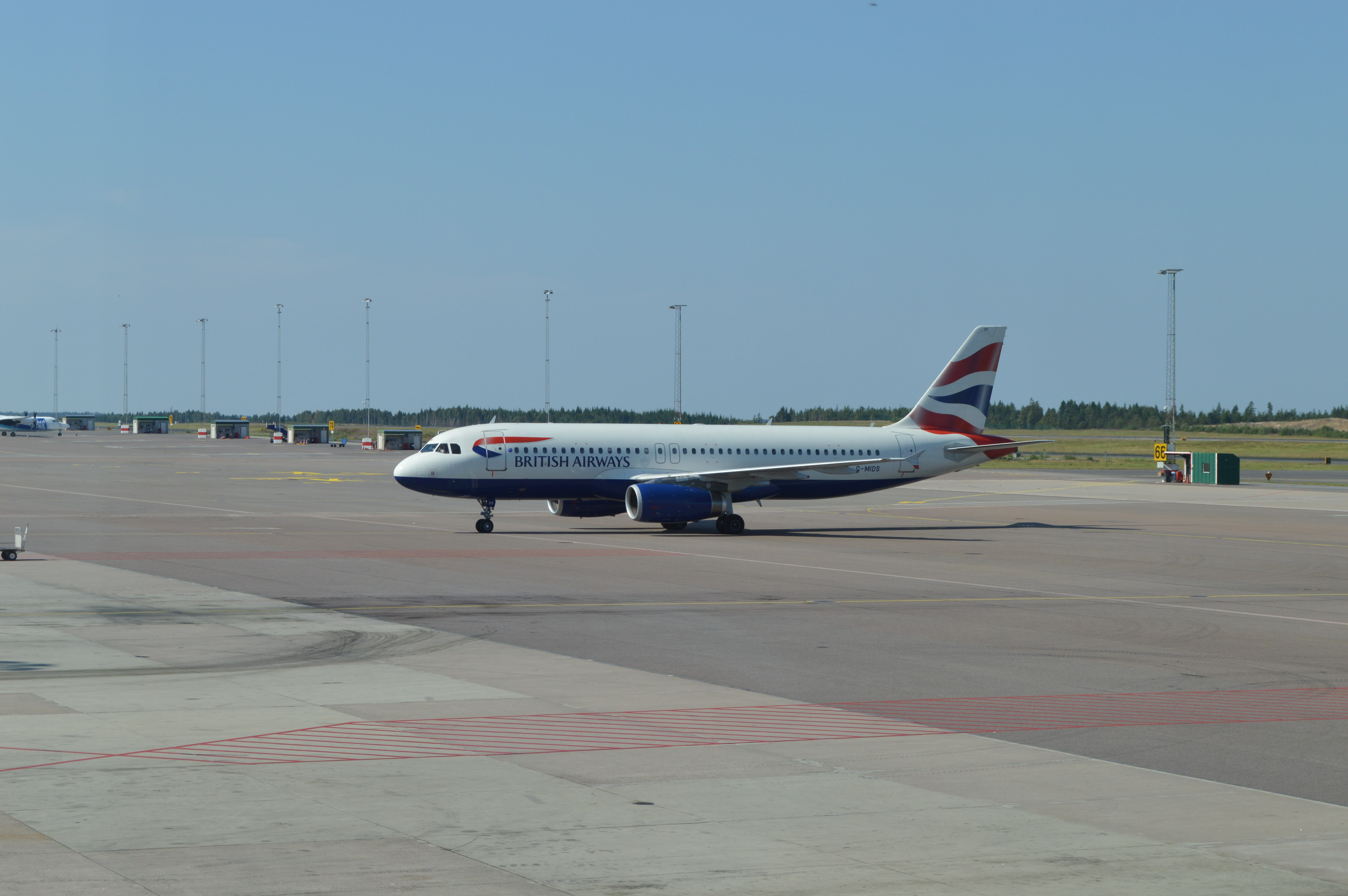
British Airways

| Miejsce | Lotnisko                                           | Liczba pasażerów | % zmiana 2013/14 |
| ------- | -------------------------------------------------- | ---------------- | ---------------- |
| 1       | , Sztokholm-Arlanda, Sztokholm-Bromma              | 1 345 323        | 3,8              |
| 2       | , Londyn-Gatwick, Londyn-Heathrow, Londyn-Stansted | 385 457          | 12,0             |
| 3       | , Kopenhaga                                        | 333 649          | 9,6              |
| 4       | , Frankfurt                                        | 313 751          | 3,0              |
| 5       | , Amsterdam                                        | 265 719          | 1,3              |
| 6       | , Berlin                                           | 215 472          | 6,1              |
| 7       | , Helsinki                                         | 206 893          | 8,5              |
| 8       | , Stambuł                                          | 185 663          | 3,5              |
| 9       | , Monachium                                        | 175 314          | 5,8              |
| 10      | , Antalya                                          | 164 510          | 0,2              |
| 11      | , Bruksela                                         | 144 301          | 1,2              |
| 12      | , Paryż                                            | 141 422          | 13,9             |
| 13      | , Gran Canaria                                     | 128 913          | 6,9              |
| 14      | , Palma de Mallorca                                | 85 155           | 15,3             |
| 15      | , Chania                                           | 75 777           | 17,0             |
| 16      | , Teneryfa                                         | 75 397           | 2,2              |
| 17      | , Oslo-Gardermoen                                  | 67 054           | 0,3              |
| 18      | , Barcelona                                        | 63 388           | 2,1              |
| 19      | , Rodos                                            | 62 327           | 13,3             |
| 20      | , Düsseldorf                                       | 52 506           | 18,4             |
| 21      | , Malaga                                           | 49 561           | 25,9             |
| 22      | , Larnaka                                          | 48 857           | 22,6             |
| 23      | , Alicante                                         | 38 763           | 27,6             |
| 24      | , Dalaman                                          | 31 240           | 33,1             |
| 25      | , Rzym-Ciampino, Rzym-Fiumicino                    | 27 905           | 30,0             |
| 26      | , Nicea                                            | 25 788           | 22,3             |
| 27      | , Phuket                                           | 25 548           | 10,8             |
| 28      | , Lanzarote                                        | 22 856           | 11,0             |
| 29      | , Split                                            | 21 100           | 33,3             |
| 30      | , Lizbona                                          | 17 996           | Nowy kierunek    |

## Transport publiczny

### Autobus
Flygbussarna i Swebus obsługują połączenia autobusowe do miasta Göteborg (20 min jazdy), do Göteborgs centralstation (30 min). Swebus kursuje do miasta Borås w 25 minut, a w 30 minut do Borås centralstation.

### Samochodem
Odległość drogowa od Göteborga wynosi 25 km i do Borås 40 km, autostradą Riksväg 40. Istnieje 7300 miejsc parkingowych na lotnisku.